# Mark Eitzel
Mark Eitzel (né le 30 janvier 1959 à Walnut Creek en Californie aux États-Unis) est un auteur-compositeur-interprète et guitariste, leader du groupe American Music Club basé à San Francisco. Il mène parallèlement une carrière solo.

## Biographie
Mark Eitzel a passé son enfance dans une famille militaire, balloté entre Okinawa, Taiwan, le Royaume-Uni et l'Ohio. C'est à Southampton, en Angleterre, qu'il commence à faire de la musique, à l'adolescence. Il revient aux États-Unis en 1979, à Columbus, et fonde The Cowboys, un groupe de punk rock qui sortira un single l'année suivante. Son deuxième groupe, The Naked Skinnies, produit également un single en 1981. Ils déménagent à San Francisco mais se séparent en 1982.
En 1983, Mark Eitzel fonde le groupe American Music Club, accompagné du guitariste Vudi, du bassiste Dan Pearson, du claviériste Brad Johnson et du batteur Matt Norelli. Ensemble, et avec la venue de nouveaux membres ou le départ d'anciens, ils produisent sept albums entre 1985 et 1994, année de leur séparation. Dans le même temps, Mark Eitzel chante parfois avec le groupe Toiling Midgets, et enregistre déjà des compositions en solo avec notamment son premier album, Songs of Love sorti en 1991.
La séparation d'AMC lui permet de se concentrer sur cette carrière solo. En 1996 il sort 60 Watt Silver Lining, un album aux sonorités tournées vers le jazz. Puis, l'année suivante, il coécrit l'album West avec Peter Buck, le guitariste de R.E.M.. Il enchaîne très vite avec Caught in a Trap and I Can't Back Out 'Cause I Love You Too Much, Baby en 1998, album sur lequel il invite Steve Shelley de Sonic Youth le bassiste de Yo La Tengo, James McNew.
La frénésie reprend en 2001 avec The Invisible Man, un album tourné vers la musique électronique. Il élabore ensuite deux projets de reprises en 2002. Le premier, Music for Courage and Confidence, est un album dont les chansons sont écrites par divers artistes. Le second, The Ugly American, reprend des chansons d'AMC réinterprétées et accompagnées par des musiciens grecs à la fois modernes et traditionnels.
American Music Club se reforme en 2003, pour produire Love Songs for Patriots, dix ans après leur précédent album. S'ensuivent plusieurs tournées aux États-Unis et en Europe, ainsi qu'un nouvel album en 2008, The Golden Age (en). Mark Eitzel continue également ses réalisations solo. Son album le plus récent, Brannan St., est une auto-production. Le 1er octobre 2012 est sorti son tout nouvel album solo, "Don't Be A Stranger", suivi d'une tournée américaine et européenne en janvier et février 2013.

## Discographie
Avec The Cowboys
- Supermarket / Teenage Life (7") - Tet Offensive Records - 1980

Avec The Naked Skinnies
- All My Life / This Is The Beautiful Night (7") - Naked House Records - 1981

Avec American Music Club
- The Restless Stranger (LP) - Grifter Records - Janvier 1985
- Engine (LP) - Frontier Records - Octobre 1987
- California (LP) Frontier Records - Octobre 1988
- United Kingdom (LP) - Demon Records - Octobere 1989
- Everclear (en) (CD) - Alias Records - Octobre 1991
- Mercury (CD) - Reprise Records - Mars 1993
- San Francisco (CD) - Reprise Records - Septembre 1994
- Love Songs for Patriots (CD) - Devil in the Woods Records - Septembre 2004
- The Golden Age (en) (CD) - Merge Records - Février 2008

Avec Toiling Midgets
- Son (CD) - Matador Records - 1993

En solo
- Mean Mark Eitzel Gets Fat (Cassette) - Auto-production - 1982
- Songs of Love (CD) - Diablo Records - 1991
- 60 Watt Silver Lining (CD) - Warner Brothers - 1996
- Words and Music (CD) - 1997
- West (CD) - Warner Brothers - 1997
- Caught in a Trap and I Can't Back Out 'Cause I Love You Too Much, Baby (CD) - Matador Records - 1998
- The Invisible Man (CD) - Matador Records - 2001
- Music for Courage and Confidence (CD) - New West Records - 2002
- The Ugly American (CD) - Thirsty Ear Recordings - 2002
- Candy Ass (CD) - Cooking Vinyl - 2005
- Klamath (CD) - Decor Records - 2009
- Brannan St. (CD) - Auto-production - 2010
- Don’t Be a Stranger (CD) - Decor Records - 2012
- Glory (CD) - New songs - Demos - Home recordings with friends - 2013
- Hey Mr. Ferryman (CD) - Decor Records - 2017